# Kiruna FF
Kiruna FF ist ein Fußballverein aus der Stadt Kiruna in Schweden. Das 1970 gegründete Team aus der Provinz Norrbottens län stellt die nördlichste Fußballmannschaft Schwedens.

## Geschichte
Kiruna FF gründete sich als Kiruna FF/BoIS am 21. Dezember 1970 als Zusammenschluss der Fußballmannschaften von Kiruna AIF, IFK Kiruna, Kebne IK und Kiruna BK. Während Kiruna AIF, IFK Kiruna und Kebne IK mehrfach in der dritten Liga gespielt hatten, trat Kiruna BK nicht überregional in Erscheinung. Der aus den seinerzeitigen Viert- und Fünftligisten entstandene Klub nahm seinen Spielbetrieb in der Spielzeit 1971 in der viertklassigen Division 4 Norrbotten Norra auf.
Im zweiten Jahr des Bestehens errang Kiruna FF/BoIS 1972 den Staffelsieg, scheiterte jedoch in den Aufstiegsspielen. Im folgenden Jahr wurde der Erfolg in der Liga wiederholt und der Klub konnte dieses Mal direkt aufsteigen. Nachdem zunächst der Klassenerhalt gelungen war, folgte 1975 der Wiederabstieg. Anschließend pendelte die Mannschaft mehrfach zwischen den Liganiveaus und konnte sich erst ab 1984 in der dritten Liga etablieren. Zunächst belegte sie hier Mittelfeldplätze und überstand als Tabellenvierte 1986 eine Ligareform auf dem Spielniveau.
1988 stieg Kiruna FF/BoIS als Staffelsieger der drittklassigen Division 2 Norra mit einem Punkt Vorsprung auf Enköpings SK erstmals in die Zweitklassigkeit auf. Dort verpasste der Klub nur knapp den Durchmarsch in die Allsvenskan, als mit zwei Punkten Rückstand auf Hammarby IF und Vasalunds IF die Spielzeit als Tabellendritter beendet wurde. 1991 gilt als das erfolgreichste Jahr der bisherigen Vereinsgeschichte. Die Mannschaft 1991 zog als Sieger der Frühjahrsserie im Norden in die Aufstiegsrunde zur Allsvenskan ein. Dort gelangen nur drei Siege, so dass als Tabellenletzter der Aufstieg verpasst wurde.
Kiruna FF/BoIS konnte an den Erfolg nicht anknüpfen und stieg bereits in der Folgesaison in die Drittklassigkeit ab. Der sportliche Niedergang war in erster Linie mit dem drastischen Rückgang des Sponsoring seitens der Grubengesellschaft LKAB verbunden. Damit waren auswärtige Spieler, wie in der Vergangenheit aus der ehemaligen Sowjetunion, Finnland und Norwegen, nicht mehr zu finanzieren und es musste verstärkt auf den eigenen Nachwuchs gesetzt werden.
Erst Trainer Hans-Olov Björnström, Lehrer am Fußball-Gymnasium in Kiruna, schaffte mit dem Beginn seiner Trainertätigkeit im Jahr 2003 nach zuvor jahrelangem Abstiegskampf in der Divisison 2 Norrland einen Umbruch – Kiruna FF konnte sich 2005 mit einer sehr jungen Mannschaft als Tabellenvierter für die nach einer Ligareform neu etablierte, drittklassige Division 1 qualifizieren. Nach der Qualifikation verließen einige Leistungsträger den Klub, so dass die Mannschaft als chancenloser Tabellenletzter mit nur einem Saisonsieg – trotz Nationalspieler Nigel Henry aus Trinidad & Tobago und U19-Nationalspieler Jonas Lantto – wieder absteigen musste. Trainer Björnström legte sein Traineramt nach dieser Saison nieder.
In der Saison 2007 spielte Kiruna FF/BoIS nach einem erneuten personellen Umbruch in der Division 2 Norrland wieder gegen den Abstieg. Mit Glück wurde am letzten Spieltag durch ein Unentschieden bei Infjärdens SK nach dem Ausgleich in der Nachspielzeit per Elfmeter durch Henrik Hannu der drittletzte Platz in der Abschlusstabelle gesichert und in der anschließenden Relegationsrunde Sunnanå SK nach einem 0:0-Auswärtsunentschieden durch einen 1:0-Heimerfolg besiegt. Im folgenden Jahr misslang als Tabellenletzter der Klassenerhalt und als Tabellenneunter der Division 3 Norra Norrland wurde der direkte Wiederaufstieg verpasst.
Seit 2009 ist der Verein unter seinem heutigen Namen Kiruna FF aktiv.